# لیک وودز (اورگن)
لیک وودز (به انگلیسی: Lake of the Woods) یک منطقهٔ مسکونی در ایالات متحده آمریکا است که در شهرستان کلاماث، اورگن واقع شده است. لیک وودز ۱٬۵۱۱ متر بالاتر از سطح دریا واقع شده است.